# Сейду, Алиду
Алиду Сейду (англ. Alidu Seidu; род. 4 июня 2000, Аккра) — ганский футболист, защитник клуба «Ренн» и сборной Ганы.

## Клубная карьера
Сейду — воспитанник клуба JMS Academy. В 2019 году Алиду подписал свой первый профессиональный контракт с французским клубом «Клермон». 19 сентября 2020 года в матче против «Тулузы» он дебютировал в Лиге 2. По итогам сезона Сейду помог клубу выйти в элиту. 15 августа 2021 года в матче против «Труа» он дебютировал в Лиге 1.

## Международная карьера
10 июня 2022 года в матче Kirin Cup против сборной Японии Сейду дебютировал за сборную Ганы.
В 2022 году Сейду принял участие в чемпионата мира в Катаре. На турнире он сыграл в матчах против команд Португалии и Уругвая.

## Статистика выступлений

### Международная статистика
| Сборная          | Сезон            | Товарищеские | Товарищеские | Официальные | Официальные | Итого | Итого |
| Сборная          | Сезон            | Игры         | Голы         | Игры        | Голы        | Игры  | Голы  |
| ---------------- | ---------------- | ------------ | ------------ | ----------- | ----------- | ----- | ----- |
| Гана             |                  |              |              |             |             |       |       |
| 2022             | 4                | 0            | 1            | 0           | 5           | 0     |       |
| Итого за карьеру | Итого за карьеру | 4            | 0            | 1           | 0           | 5     | 0     |

### Матчи за сборную
| № | Дата             | Оппонент   | Счёт           | Голы | Карточки | Минуты | Соревнование            |
| - | ---------------- | ---------- | -------------- | ---- | -------- | ------ | ----------------------- |
| 1 | 10 июня 2022     | Япония     | 0:3            | —    | —        | 90'    | Товарищеский матч       |
| 2 | 14 июня 2022     | Чили       | 0:0 (1:3 пен.) | —    | 67'      | 67'    | Товарищеский матч       |
| 3 | 27 сентября 2022 | Никарагуа  | 1:0            | —    | 43'      | 90'    | Товарищеский матч       |
| 4 | 17 ноября 2022   | Швейцария  | 2:0            | —    | —        | 10'    | Товарищеский матч       |
| 5 | 24 ноября 2022   | Португалия | 2:3            | —    | —        | 66'    | Финальные матчи ЧМ-2022 |

Итого: 5 матчей / 0 голов; 2 победы, 0 ничьих, 3 поражения.